# Raionul Rujîn, Jîtomîr
Rujîn (în ucraineană Ружинський район, transliterat: Rujînskîi raion) este un raion în regiunea Jîtomîr, Ucraina. Reședința sa este așezarea de tip urban Rujîn.

## Demografie
Componența lingvistică a raionului Rujîn
     Ucraineană (98,68%)
     Rusă (1,09%)
     Alte limbi (0,07%)
Conform recensământului din 2001, majoritatea populației raionului Rujîn era vorbitoare de ucraineană (98,68%), existând în minoritate și vorbitori de rusă (1,09%).